# Baccara (roman)
Pour les articles homonymes, voir Baccara.
 (septembre 2015).
Si vous disposez d'ouvrages ou d'articles de référence ou si vous connaissez des sites web de qualité traitant du thème abordé ici, merci de compléter l'article en donnant les références utiles à sa vérifiabilité et en les liant à la section « Notes et références ».
Baccara est un roman d'Hector Malot publié en 1886

## Résumé
Vers 1870 à Elbeuf, Constant dirige une draperie renommée ; il est député. Eck, concurrent juif, demande la main de sa fille Berthe pour son neveu Michel mais la mère de Constant s'y oppose. Un vicomte prête 50 000 F à Constant. Comme il ne peut pas les rembourser, le vicomte le nomme président d'un cercle qu'il crée à Paris. Constant y est de plus en plus et finit par jouer au baccara. Il s'endette, démissionne ; on l'accuse de vol. Il rentre à Elbeuf où les journaux le traitent aussi de voleur. Il convainc sa mère de laisser Berthe épouser Michel et se suicide.